# Oriflamme

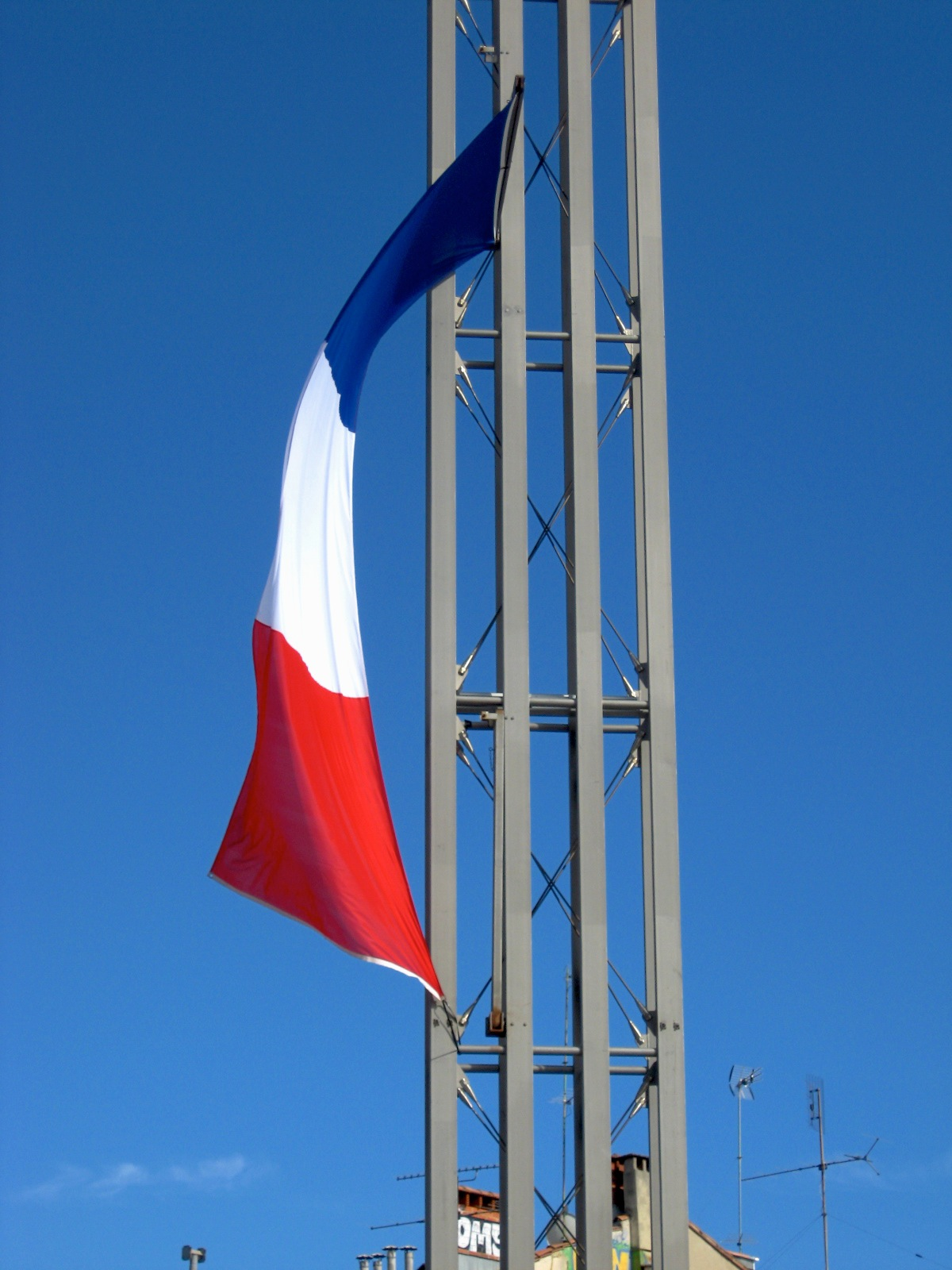
Oriflamme tricolore moderne.

L'oriflamme (subt. fém., du latin aurea flamma, « flamme d'or ») désigne, dans la Chanson de Roland, l'étendard de Charlemagne, porté par Geoffroi d’Anjou.
Puis, par confusion, l'oriflamme a désigné l'étendard de Saint-Denis que les rois de France levaient avant de partir en guerre. L'oriflamme était hissée sur le champ de bataille pour signifier aux troupes françaises qu'il ne fallait pas donner de quartier aux ennemis, d'où son appellation d'« oriflamme de la mort ».
Ultérieurement et par extension, on a appelé oriflamme toute bannière d'apparat terminée en pointes.

## Oriflamme, Montjoye
Le lieu originel où l'Oriflamme était gardée était peut-être la forteresse de Montjoye (Chambourcy), avant le Xe siècle. L'abbaye de Joyenval fondée en 1224 prétendait en effet que cette bannière, ce Palladium de la France, remis à l'empereur Charlemagne par le pape Léon III, était primitivement conservée dans les murs de cette forteresse qui touchaient le monastère, d'où le cri de « Montjoye » comme dans la Chanson de Roland, récit écrit au XIIe siècle, mais transcription d'une tradition orale bien antérieure.

## L'oriflamme de Saint-Denis
L'abbaye de Saint-Denis ne pouvant faire la guerre confiait à un seigneur ce droit qui devenait l'avoué de l'abbaye et portait sa bannière (l'Oriflamme). Les comtes du Vexin la portaient à la guerre comme avoués de cette abbaye.
Quand en 1077, Philippe Ier eut réuni le Vexin français au domaine royal, il hérita aussi du droit de porter l'Oriflamme qui par la suite figura à côté de la propre bannière de France. Après avoir été chercher l'Oriflamme à l'abbaye de Saint-Denis, Louis VI est le premier à la faire porter dans les armées royales en 1124. Le cri de ralliement deviendra alors "Montjoye-Saint-Denis" quand les rois de France allèrent chercher l'Oriflamme à l'abbaye de Saint-Denis.

## La Chanson de Roland
Oriflamme était le nom attribué à l'étendard doré de Charlemagne, notamment dans la chanson de Roland. Étymologiquement, le mot oriflamme signifie flamme d'or. Le nom d'oriflamme apparaît en deux mots dans la chanson de Roland qui parle d'« orie flambe » pour qualifier l'étendard de Charlemagne. L'abbaye de Saint-Denis ayant cultivé ses liens avec Charlemagne, la bannière de l'abbaye fut confondue avec celle de Charlemagne. Le fait d'appeler oriflamme l'étendard de Saint-Denis s'explique donc par la confusion entre ce dernier et celui de Charlemagne.
Vers 1170, le mot oriflamme est utilisé pour qualifier l'étendard de Saint-Denis pour la première fois dans la chanson de geste Fierabras.
Vers 1200, Gervais de Canterbury, contant un événement de 1184, affirme : « Philippe (Auguste) emporta l'enseigne du roi Charles qui était en France l'enseigne de mort ou de victoire ». De là vient la légende anglaise selon laquelle l'oriflamme signifiait "pas de quartier" (de fait la marine anglaise a employé par la suite un pavillon rouge signifiant effectivement "pas de quartier", mais sans lien avec l'oriflamme de Saint-Denis). Guillaume le Breton évoque l'étendard de Saint-Denis dans la Philippide, écrite entre 1221 et 1224, et affirme que l'appellation « flamme dorée » est son nom vulgaire. Il le décrit comme intégralement rouge.
Cette confusion explique la contradiction entre le nom de l'étendard doré attribué à Charlemagne dans la Chanson de Roland et la réalité rouge de l'étendard de l'abbaye.
L’oriflamme est un étendard que l’on ne peut déployer que pour une cause sacrée. Par exemple, il est déployé par l’armée française lors de la bataille de Roosebeke, en 1382, une fois que l’on eut convenu que les Flamands, en tant qu'urbanistes, étaient des infidèles. De même, « quand la funeste querelle entre les maisons d'Orléans et de Bourgogne eut dégénéré en guerre civile, et que le roi Charles VI, en 1412, eut pris l'oriflamme contre les Armagnacs, on ordonna à Paris, dès que le roi se trouva en territoire ennemi, des processions quotidiennes».
En 1248, Louis IX, que l'on appellera par la suite Saint Louis, prend l'oriflamme de Saint-Denis peu avant de partir en Égypte pour la septième croisade.
Adoptée par les rois de France du XIIe siècle au XVe siècle, elle a été déployée pour la dernière fois par Louis XI en 1465. Au XIVe siècle, les écrits décrivent Clovis comme le premier destinataire de l'Oriflamme.
L'oriflamme de Saint-Denis était un petit étendard en tissu de soie de couleur rouge orangé, sans broderie ni figure, fendu par le bas de pointes, orné de houppes de soie verte, et suspendu au bout d'une lance en bois doré.

## Époque actuelle
Aujourd'hui, par extension, le terme « oriflamme » désigne un étendard qui n'a plus de caractéristique que la forme : base mince pour une pièce de tissu assez longue, deux ou trois pointes en flamme à l'extrémité distale.
Les oriflammes modernes sont de toutes couleurs : elles sont aux couleurs des entités qu'elles représentent le plus souvent nations ou régions.

## Galerie

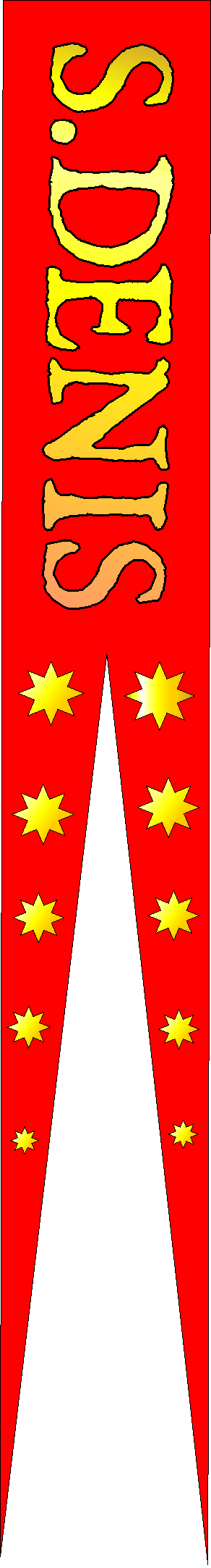
Oriflamme (interprétation).
Oriflamme (interprétation).
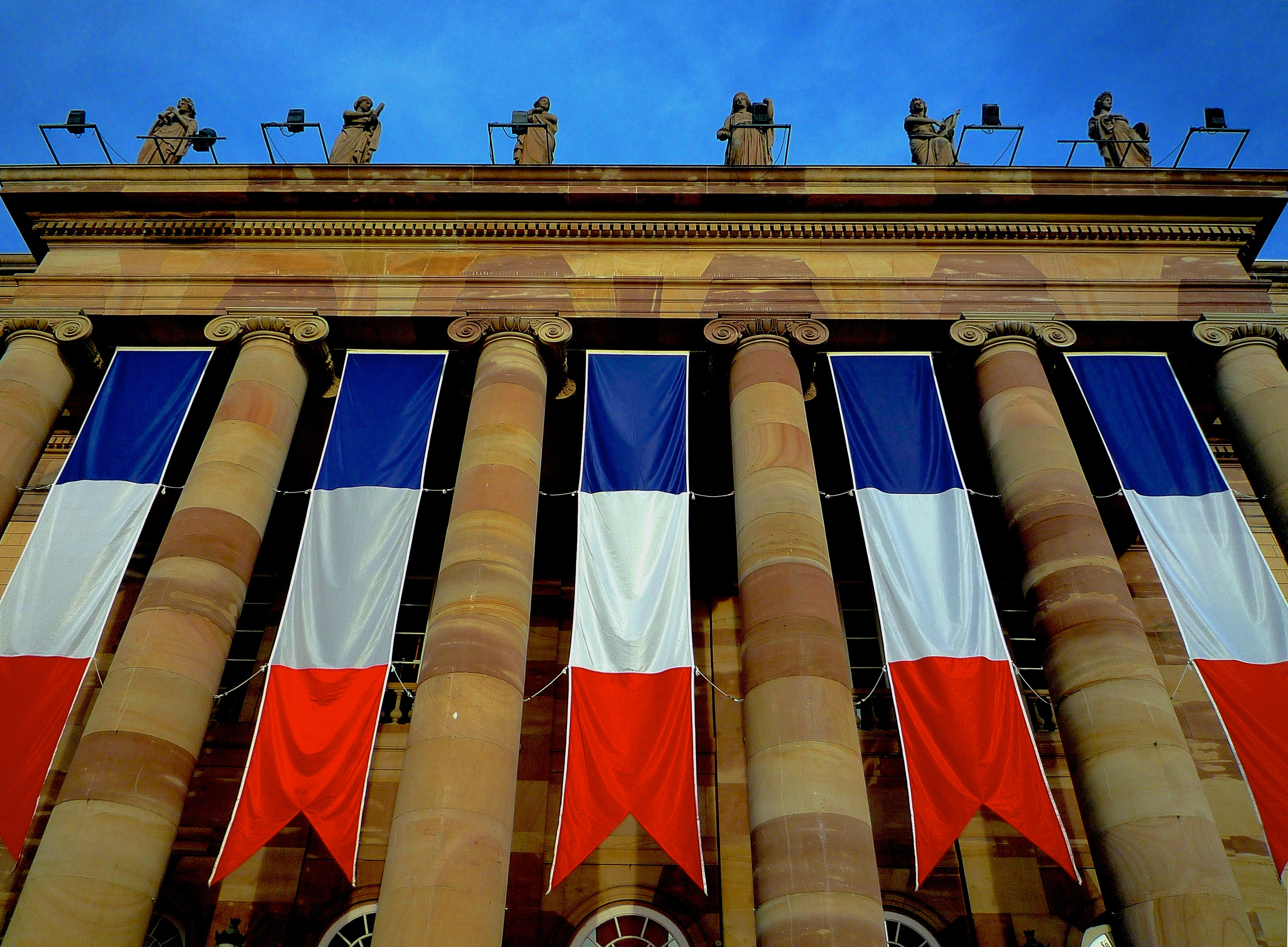
Oriflammes à queue de pie.